# 1372
Portal Geschichte | Portal Biografien | Aktuelle Ereignisse | Jahreskalender | Tagesartikel

◄ |
13. Jahrhundert |
14. Jahrhundert
| 15. Jahrhundert | ►

◄ |
1340er |
1350er |
1360er |
1370er
| 1380er | 1390er | 1400er | ►

◄◄ |
◄ |
1368 |
1369 |
1370 |
1371 |
1372
| 1373 | 1374 | 1375 | 1376 | ► | ►►
Staatsoberhäupter  · Nekrolog
| Januar | Januar | Januar | Januar | Januar | Januar | Januar | Januar |
| Kw     | Mo     | Di     | Mi     | Do     | Fr     | Sa     | So     |
| ------ | ------ | ------ | ------ | ------ | ------ | ------ | ------ |
| 1      |        |        |        | 1      | 2      | 3      | 4      |
| 2      | 5      | 6      | 7      | 8      | 9      | 10     | 11     |
| 3      | 12     | 13     | 14     | 15     | 16     | 17     | 18     |
| 4      | 19     | 20     | 21     | 22     | 23     | 24     | 25     |
| 5      | 26     | 27     | 28     | 29     | 30     | 31     |        |

| Februar | Februar | Februar | Februar | Februar | Februar | Februar | Februar |
| Kw      | Mo      | Di      | Mi      | Do      | Fr      | Sa      | So      |
| ------- | ------- | ------- | ------- | ------- | ------- | ------- | ------- |
| 5       |         |         |         |         |         |         | 1       |
| 6       | 2       | 3       | 4       | 5       | 6       | 7       | 8       |
| 7       | 9       | 10      | 11      | 12      | 13      | 14      | 15      |
| 8       | 16      | 17      | 18      | 19      | 20      | 21      | 22      |
| 9       | 23      | 24      | 25      | 26      | 27      | 28      | 29      |

| März | März | März | März | März | März | März | März |
| Kw   | Mo   | Di   | Mi   | Do   | Fr   | Sa   | So   |
| ---- | ---- | ---- | ---- | ---- | ---- | ---- | ---- |
| 10   | 1    | 2    | 3    | 4    | 5    | 6    | 7    |
| 11   | 8    | 9    | 10   | 11   | 12   | 13   | 14   |
| 12   | 15   | 16   | 17   | 18   | 19   | 20   | 21   |
| 13   | 22   | 23   | 24   | 25   | 26   | 27   | 28   |
| 14   | 29   | 30   | 31   |      |      |      |      |

| April | April | April | April | April | April | April | April |
| Kw    | Mo    | Di    | Mi    | Do    | Fr    | Sa    | So    |
| ----- | ----- | ----- | ----- | ----- | ----- | ----- | ----- |
| 14    |       |       |       | 1     | 2     | 3     | 4     |
| 15    | 5     | 6     | 7     | 8     | 9     | 10    | 11    |
| 16    | 12    | 13    | 14    | 15    | 16    | 17    | 18    |
| 17    | 19    | 20    | 21    | 22    | 23    | 24    | 25    |
| 18    | 26    | 27    | 28    | 29    | 30    |       |       |

| Mai | Mai | Mai | Mai | Mai | Mai | Mai | Mai |
| Kw  | Mo  | Di  | Mi  | Do  | Fr  | Sa  | So  |
| --- | --- | --- | --- | --- | --- | --- | --- |
| 18  |     |     |     |     |     | 1   | 2   |
| 19  | 3   | 4   | 5   | 6   | 7   | 8   | 9   |
| 20  | 10  | 11  | 12  | 13  | 14  | 15  | 16  |
| 21  | 17  | 18  | 19  | 20  | 21  | 22  | 23  |
| 22  | 24  | 25  | 26  | 27  | 28  | 29  | 30  |
| 23  | 31  |     |     |     |     |     |     |

| Juni | Juni | Juni | Juni | Juni | Juni | Juni | Juni |
| Kw   | Mo   | Di   | Mi   | Do   | Fr   | Sa   | So   |
| ---- | ---- | ---- | ---- | ---- | ---- | ---- | ---- |
| 23   |      | 1    | 2    | 3    | 4    | 5    | 6    |
| 24   | 7    | 8    | 9    | 10   | 11   | 12   | 13   |
| 25   | 14   | 15   | 16   | 17   | 18   | 19   | 20   |
| 26   | 21   | 22   | 23   | 24   | 25   | 26   | 27   |
| 27   | 28   | 29   | 30   |      |      |      |      |

| Juli | Juli | Juli | Juli | Juli | Juli | Juli | Juli |
| Kw   | Mo   | Di   | Mi   | Do   | Fr   | Sa   | So   |
| ---- | ---- | ---- | ---- | ---- | ---- | ---- | ---- |
| 27   |      |      |      | 1    | 2    | 3    | 4    |
| 28   | 5    | 6    | 7    | 8    | 9    | 10   | 11   |
| 29   | 12   | 13   | 14   | 15   | 16   | 17   | 18   |
| 30   | 19   | 20   | 21   | 22   | 23   | 24   | 25   |
| 31   | 26   | 27   | 28   | 29   | 30   | 31   |      |

| August | August | August | August | August | August | August | August |
| Kw     | Mo     | Di     | Mi     | Do     | Fr     | Sa     | So     |
| ------ | ------ | ------ | ------ | ------ | ------ | ------ | ------ |
| 31     |        |        |        |        |        |        | 1      |
| 32     | 2      | 3      | 4      | 5      | 6      | 7      | 8      |
| 33     | 9      | 10     | 11     | 12     | 13     | 14     | 15     |
| 34     | 16     | 17     | 18     | 19     | 20     | 21     | 22     |
| 35     | 23     | 24     | 25     | 26     | 27     | 28     | 29     |
| 36     | 30     | 31     |        |        |        |        |        |

| September | September | September | September | September | September | September | September |
| Kw        | Mo        | Di        | Mi        | Do        | Fr        | Sa        | So        |
| --------- | --------- | --------- | --------- | --------- | --------- | --------- | --------- |
| 36        |           |           | 1         | 2         | 3         | 4         | 5         |
| 37        | 6         | 7         | 8         | 9         | 10        | 11        | 12        |
| 38        | 13        | 14        | 15        | 16        | 17        | 18        | 19        |
| 39        | 20        | 21        | 22        | 23        | 24        | 25        | 26        |
| 40        | 27        | 28        | 29        | 30        |           |           |           |

| Oktober | Oktober | Oktober | Oktober | Oktober | Oktober | Oktober | Oktober |
| Kw      | Mo      | Di      | Mi      | Do      | Fr      | Sa      | So      |
| ------- | ------- | ------- | ------- | ------- | ------- | ------- | ------- |
| 40      |         |         |         |         | 1       | 2       | 3       |
| 41      | 4       | 5       | 6       | 7       | 8       | 9       | 10      |
| 42      | 11      | 12      | 13      | 14      | 15      | 16      | 17      |
| 43      | 18      | 19      | 20      | 21      | 22      | 23      | 24      |
| 44      | 25      | 26      | 27      | 28      | 29      | 30      | 31      |

| November | November | November | November | November | November | November | November |
| Kw       | Mo       | Di       | Mi       | Do       | Fr       | Sa       | So       |
| -------- | -------- | -------- | -------- | -------- | -------- | -------- | -------- |
| 45       | 1        | 2        | 3        | 4        | 5        | 6        | 7        |
| 46       | 8        | 9        | 10       | 11       | 12       | 13       | 14       |
| 47       | 15       | 16       | 17       | 18       | 19       | 20       | 21       |
| 48       | 22       | 23       | 24       | 25       | 26       | 27       | 28       |
| 49       | 29       | 30       |          |          |          |          |          |

| Dezember | Dezember | Dezember | Dezember | Dezember | Dezember | Dezember | Dezember |
| Kw       | Mo       | Di       | Mi       | Do       | Fr       | Sa       | So       |
| -------- | -------- | -------- | -------- | -------- | -------- | -------- | -------- |
| 49       |          |          | 1        | 2        | 3        | 4        | 5        |
| 50       | 6        | 7        | 8        | 9        | 10       | 11       | 12       |
| 51       | 13       | 14       | 15       | 16       | 17       | 18       | 19       |
| 52       | 20       | 21       | 22       | 23       | 24       | 25       | 26       |
| 53       | 27       | 28       | 29       | 30       | 31       |          |          |

| Januar | Januar | Januar | Januar | Januar | Januar | Januar | Januar |
| Kw     | Mo     | Di     | Mi     | Do     | Fr     | Sa     | So     |
| ------ | ------ | ------ | ------ | ------ | ------ | ------ | ------ |
| 1      |        |        |        | 1      | 2      | 3      | 4      |
| 2      | 5      | 6      | 7      | 8      | 9      | 10     | 11     |
| 3      | 12     | 13     | 14     | 15     | 16     | 17     | 18     |
| 4      | 19     | 20     | 21     | 22     | 23     | 24     | 25     |
| 5      | 26     | 27     | 28     | 29     | 30     | 31     |        |

| Februar | Februar | Februar | Februar | Februar | Februar | Februar | Februar |
| Kw      | Mo      | Di      | Mi      | Do      | Fr      | Sa      | So      |
| ------- | ------- | ------- | ------- | ------- | ------- | ------- | ------- |
| 5       |         |         |         |         |         |         | 1       |
| 6       | 2       | 3       | 4       | 5       | 6       | 7       | 8       |
| 7       | 9       | 10      | 11      | 12      | 13      | 14      | 15      |
| 8       | 16      | 17      | 18      | 19      | 20      | 21      | 22      |
| 9       | 23      | 24      | 25      | 26      | 27      | 28      | 29      |

| März | März | März | März | März | März | März | März |
| Kw   | Mo   | Di   | Mi   | Do   | Fr   | Sa   | So   |
| ---- | ---- | ---- | ---- | ---- | ---- | ---- | ---- |
| 10   | 1    | 2    | 3    | 4    | 5    | 6    | 7    |
| 11   | 8    | 9    | 10   | 11   | 12   | 13   | 14   |
| 12   | 15   | 16   | 17   | 18   | 19   | 20   | 21   |
| 13   | 22   | 23   | 24   | 25   | 26   | 27   | 28   |
| 14   | 29   | 30   | 31   |      |      |      |      |

| April | April | April | April | April | April | April | April |
| Kw    | Mo    | Di    | Mi    | Do    | Fr    | Sa    | So    |
| ----- | ----- | ----- | ----- | ----- | ----- | ----- | ----- |
| 14    |       |       |       | 1     | 2     | 3     | 4     |
| 15    | 5     | 6     | 7     | 8     | 9     | 10    | 11    |
| 16    | 12    | 13    | 14    | 15    | 16    | 17    | 18    |
| 17    | 19    | 20    | 21    | 22    | 23    | 24    | 25    |
| 18    | 26    | 27    | 28    | 29    | 30    |       |       |

| Mai | Mai | Mai | Mai | Mai | Mai | Mai | Mai |
| Kw  | Mo  | Di  | Mi  | Do  | Fr  | Sa  | So  |
| --- | --- | --- | --- | --- | --- | --- | --- |
| 18  |     |     |     |     |     | 1   | 2   |
| 19  | 3   | 4   | 5   | 6   | 7   | 8   | 9   |
| 20  | 10  | 11  | 12  | 13  | 14  | 15  | 16  |
| 21  | 17  | 18  | 19  | 20  | 21  | 22  | 23  |
| 22  | 24  | 25  | 26  | 27  | 28  | 29  | 30  |
| 23  | 31  |     |     |     |     |     |     |

| Juni | Juni | Juni | Juni | Juni | Juni | Juni | Juni |
| Kw   | Mo   | Di   | Mi   | Do   | Fr   | Sa   | So   |
| ---- | ---- | ---- | ---- | ---- | ---- | ---- | ---- |
| 23   |      | 1    | 2    | 3    | 4    | 5    | 6    |
| 24   | 7    | 8    | 9    | 10   | 11   | 12   | 13   |
| 25   | 14   | 15   | 16   | 17   | 18   | 19   | 20   |
| 26   | 21   | 22   | 23   | 24   | 25   | 26   | 27   |
| 27   | 28   | 29   | 30   |      |      |      |      |

| Juli | Juli | Juli | Juli | Juli | Juli | Juli | Juli |
| Kw   | Mo   | Di   | Mi   | Do   | Fr   | Sa   | So   |
| ---- | ---- | ---- | ---- | ---- | ---- | ---- | ---- |
| 27   |      |      |      | 1    | 2    | 3    | 4    |
| 28   | 5    | 6    | 7    | 8    | 9    | 10   | 11   |
| 29   | 12   | 13   | 14   | 15   | 16   | 17   | 18   |
| 30   | 19   | 20   | 21   | 22   | 23   | 24   | 25   |
| 31   | 26   | 27   | 28   | 29   | 30   | 31   |      |

| August | August | August | August | August | August | August | August |
| Kw     | Mo     | Di     | Mi     | Do     | Fr     | Sa     | So     |
| ------ | ------ | ------ | ------ | ------ | ------ | ------ | ------ |
| 31     |        |        |        |        |        |        | 1      |
| 32     | 2      | 3      | 4      | 5      | 6      | 7      | 8      |
| 33     | 9      | 10     | 11     | 12     | 13     | 14     | 15     |
| 34     | 16     | 17     | 18     | 19     | 20     | 21     | 22     |
| 35     | 23     | 24     | 25     | 26     | 27     | 28     | 29     |
| 36     | 30     | 31     |        |        |        |        |        |

| September | September | September | September | September | September | September | September |
| Kw        | Mo        | Di        | Mi        | Do        | Fr        | Sa        | So        |
| --------- | --------- | --------- | --------- | --------- | --------- | --------- | --------- |
| 36        |           |           | 1         | 2         | 3         | 4         | 5         |
| 37        | 6         | 7         | 8         | 9         | 10        | 11        | 12        |
| 38        | 13        | 14        | 15        | 16        | 17        | 18        | 19        |
| 39        | 20        | 21        | 22        | 23        | 24        | 25        | 26        |
| 40        | 27        | 28        | 29        | 30        |           |           |           |

| Oktober | Oktober | Oktober | Oktober | Oktober | Oktober | Oktober | Oktober |
| Kw      | Mo      | Di      | Mi      | Do      | Fr      | Sa      | So      |
| ------- | ------- | ------- | ------- | ------- | ------- | ------- | ------- |
| 40      |         |         |         |         | 1       | 2       | 3       |
| 41      | 4       | 5       | 6       | 7       | 8       | 9       | 10      |
| 42      | 11      | 12      | 13      | 14      | 15      | 16      | 17      |
| 43      | 18      | 19      | 20      | 21      | 22      | 23      | 24      |
| 44      | 25      | 26      | 27      | 28      | 29      | 30      | 31      |

| November | November | November | November | November | November | November | November |
| Kw       | Mo       | Di       | Mi       | Do       | Fr       | Sa       | So       |
| -------- | -------- | -------- | -------- | -------- | -------- | -------- | -------- |
| 45       | 1        | 2        | 3        | 4        | 5        | 6        | 7        |
| 46       | 8        | 9        | 10       | 11       | 12       | 13       | 14       |
| 47       | 15       | 16       | 17       | 18       | 19       | 20       | 21       |
| 48       | 22       | 23       | 24       | 25       | 26       | 27       | 28       |
| 49       | 29       | 30       |          |          |          |          |          |

| Dezember | Dezember | Dezember | Dezember | Dezember | Dezember | Dezember | Dezember |
| Kw       | Mo       | Di       | Mi       | Do       | Fr       | Sa       | So       |
| -------- | -------- | -------- | -------- | -------- | -------- | -------- | -------- |
| 49       |          |          | 1        | 2        | 3        | 4        | 5        |
| 50       | 6        | 7        | 8        | 9        | 10       | 11       | 12       |
| 51       | 13       | 14       | 15       | 16       | 17       | 18       | 19       |
| 52       | 20       | 21       | 22       | 23       | 24       | 25       | 26       |
| 53       | 27       | 28       | 29       | 30       | 31       |          |          |

## Ereignisse

### Politik und Weltgeschehen

#### Hundertjähriger Krieg/Ferdinandinische Kriege
- 22./23. Juni: England wird in der Seeschlacht von La Rochelle durch eine kastilisch-französische Flotte besiegt. Der englische Admiral John Hastings, 2. Earl of Pembroke, gerät dabei in Gefangenschaft. Die Niederlage führt dazu, dass Kastilien und Frankreich die Herrschaft über den Atlantik und den Ärmelkanal erringen und die französische Gegenoffensive zur Rückeroberung ihrer verlorenen Gebiete durch England erfolgreich durchgeführt werden kann. Außerdem wird der Handel zwischen England und Flandern zerstört, während an ihre statt der Handel zwischen Flandern und Kastilien tritt.
- 10. Juli: Kurz nach dem Ende des Ersten Ferdinandinischen Krieges unterzeichnete Ferdinand I. von Portugal mit John of Gaunt einen Vertrag, der gegenseitige Unterstützung gegen das Königreich Kastilien verspricht.
- 30. November: Bertrand du Guesclin erobert Thouars nach einer langen Belagerung im Hundertjährigen Krieg für Frankreich.
- Dezember: Der zweite Ferdinandinische Krieg zwischen Ferdinand I. von Portugal und den Königen des Hauses Trastámara um den Thron von Kastilien beginnt. König Heinrich II. greift Portugal an und dringt überraschend bis Lissabon vor.

#### Heiliges Römisches Reich
- 2. Juni: Frankfurt am Main kauft sich unter der Führung des Schöffen Johann von Holzhausen bei Kaiser Karl IV. von der Oberaufsicht durch einen kaiserlichen Schultheißen frei. Gleichzeitig erwirbt die Stadt den an das Stadtgebiet grenzenden Reichsforst.
- 27. Juni: Albrecht II. von Hohenlohe stirbt. Bei der Wahl zu seinem Nachfolger als Bischof von Würzburg kommt es zu einer Doppelwahl. Withego II. Hildbrandi hat zwar die Mehrheit des Domkapitels hinter sich, kann sich gegen seinen Konkurrenten Albrecht III. von Heßberg aber nicht durchsetzen. Withego begibt sich daraufhin persönlich nach Avignon zu Papst Gregor XI. In Anwesenheit des Naumburger Bischofs Gerhard von Schwarzburg, der in seinem Bistum ebenfalls unter Druck steht, wird der Tausch der beiden Bistümer vereinbart. Gerhard steht somit nun seinerseits  vor der Aufgabe, sich gegenüber Gegenbischof Albrecht III. durchzusetzen, der starken Rückhalt in der Bürgerschaft und beim Klerus ebenso wie bei benachbarten Reichsfürsten hat, und marschiert mit einer Armee Richtung Würzburg.
- 24. August: Herzog Kasimir III. kommt ihm Kampf gegen Markgraf Otto V. von Brandenburg bei der Erstürmung von Königsberg in der Neumark ums Leben. Nach seinem Tod setzen seine jüngeren Brüder Swantibor III. und Bogislaw VII. die gemeinsame Herrschaft in Pommern-Stettin fort. Im November schließen sie einen Frieden mit Markgraf Otto, der das Ergebnis des im Vorjahr geschlossenen Friedensvertrages bestätigt.
- Sternerkrieg

#### Schottland/England
- Schottische Bauern und Schafhirten vertreiben das englische Heer unter Henry Percy, 1. Earl of Northumberland, während der Anglo-Schottischen Grenzkriege in der unblutigen Schlacht von Duns.

#### Balkan

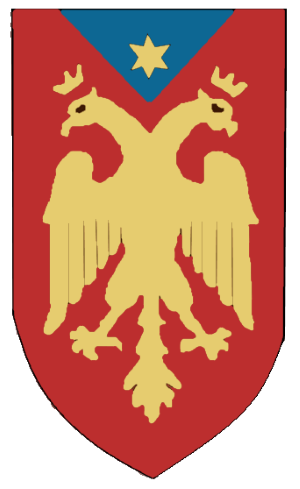
Wappen der Familie Muzaka ab 1372

- Auf dem Sterbebett teilt der albanische Fürst Andrea II. Muzaka das von ihm gegründete Fürstentum Muzakaj unter seine drei Söhne Gjin I. Muzaka, Theodor II. Muzaka und Stoya auf.

#### Asien
- Eine chinesische Invasion unter dem Ming-Kaiser Hongwu in der Mongolei schlägt fehl. Als Folge der militärischen Niederlage lässt Hongwu mehrere Verteidigungslinien nach Norden errichten. Unter anderem entsteht der Westteil der Großen Mauer mit dem Jiayu-Pass bei Jiayuguan in der Provinz Gansu.

#### Afrika
- Nach dem Tod von Newaya Krestos aus der solomonischen Dynastie folgt ihm sein ältester Sohn Newaya Mariam als Negus negest auf den Thron des Kaiserreichs Äthiopien.

### Wirtschaft
- Der Kölner Erzbischof und Kurfürst Friedrich III. von Saarwerden verlegt den Rheinzoll von Neuss nach Zons, in der Folge wird Zons zur noch heute erhaltenen Zollfestung ausgebaut.
- Die Kurfürsten Kuno von Trier und Friedrich von Köln gründen einen ersten Münzverein zur Vereinheitlichung des Münzwesens auf ihren Gebieten.

### Kultur
- Der Schiefe Turm von Pisa wird nach fast 200-jähriger Bauzeit fertiggestellt. Zu diesem Zeitpunkt neigt sich der Campanile für den Dom zu Pisa bereits merklich nach Südosten.

### Gesellschaft
- Sigismund, Sohn des deutschen Kaisers Karl IV., verlobt sich mit der Erbtochter Maria des ungarischen Königs Ludwig I.
- In Lingen wird in Zeiten kriegerischer Auseinandersetzung der Bürgersöhneaufzug zu Lingen, die Kivelinge gegründet. Sie sind damit eine der ältesten, durchgängig bestehenden Schützenvereine Deutschlands.

### Religion

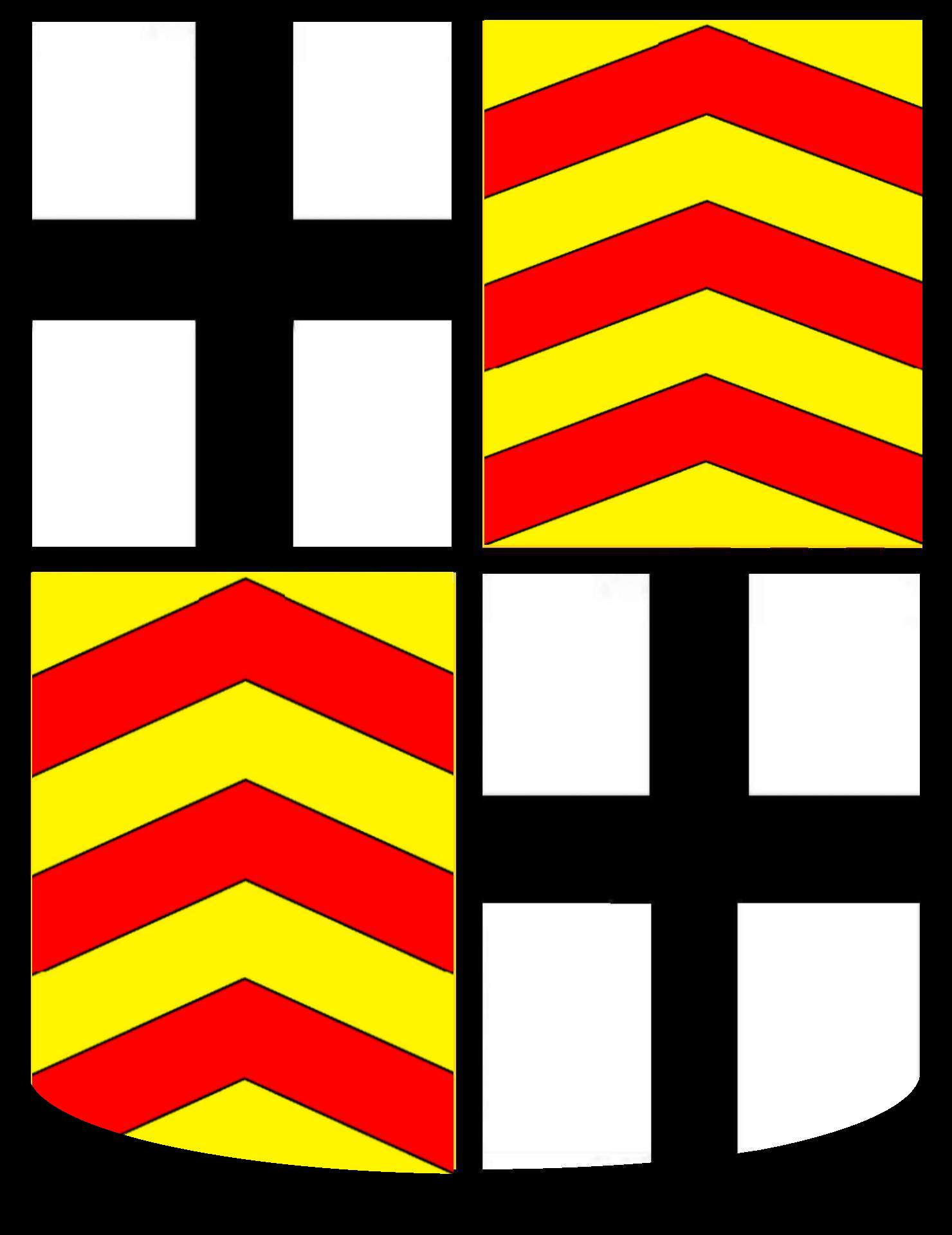
Wappen Konrad IV. von Hanau, Fürstabt von Fulda

- 16. Februar: Heinrich VII. von Kranlucken, Fürstabt von Fulda, stirbt. Nachfolger wird sein erbitterter Gegner Konrad IV. von Hanau.
- Das Emmauskloster in Prag wird eingeweiht.
- Nach 25-jährigen Bauarbeiten wird die Sankt-Marien-Kirche in der Prager Neustadt fertiggestellt.

## Geboren

### Geburtsdatum gesichert
- 13. März: Louis de Valois, duc d’Orléans, Sohn des französischen Königs Karl V. († 1407)
- 25. April: William Ferrers, englischer Adeliger († 1445)
- 11. November: John Hastings, englischer Adeliger († 1389)

### Genaues Geburtsdatum unbekannt
- Elisabeth von Pilitza, Königin von Polen und Großfürstin von Litauen († 1420)
- Ibn Hadschar al-ʿAsqalānī, islamischer Wissenschaftler († 1449)
- Konrad III., Graf von Freiburg und Neuenburg († 1424)
- Pietro Loredan, venezianischer Admiral († 1438)

### Geboren um 1372
- Jakobellus von Mies, tschechischer hussitischer Priester und Schriftsteller († 1429)

## Gestorben

### Todesdatum gesichert
- 3. Januar: Eberhard von Randeck, Bischof von Speyer

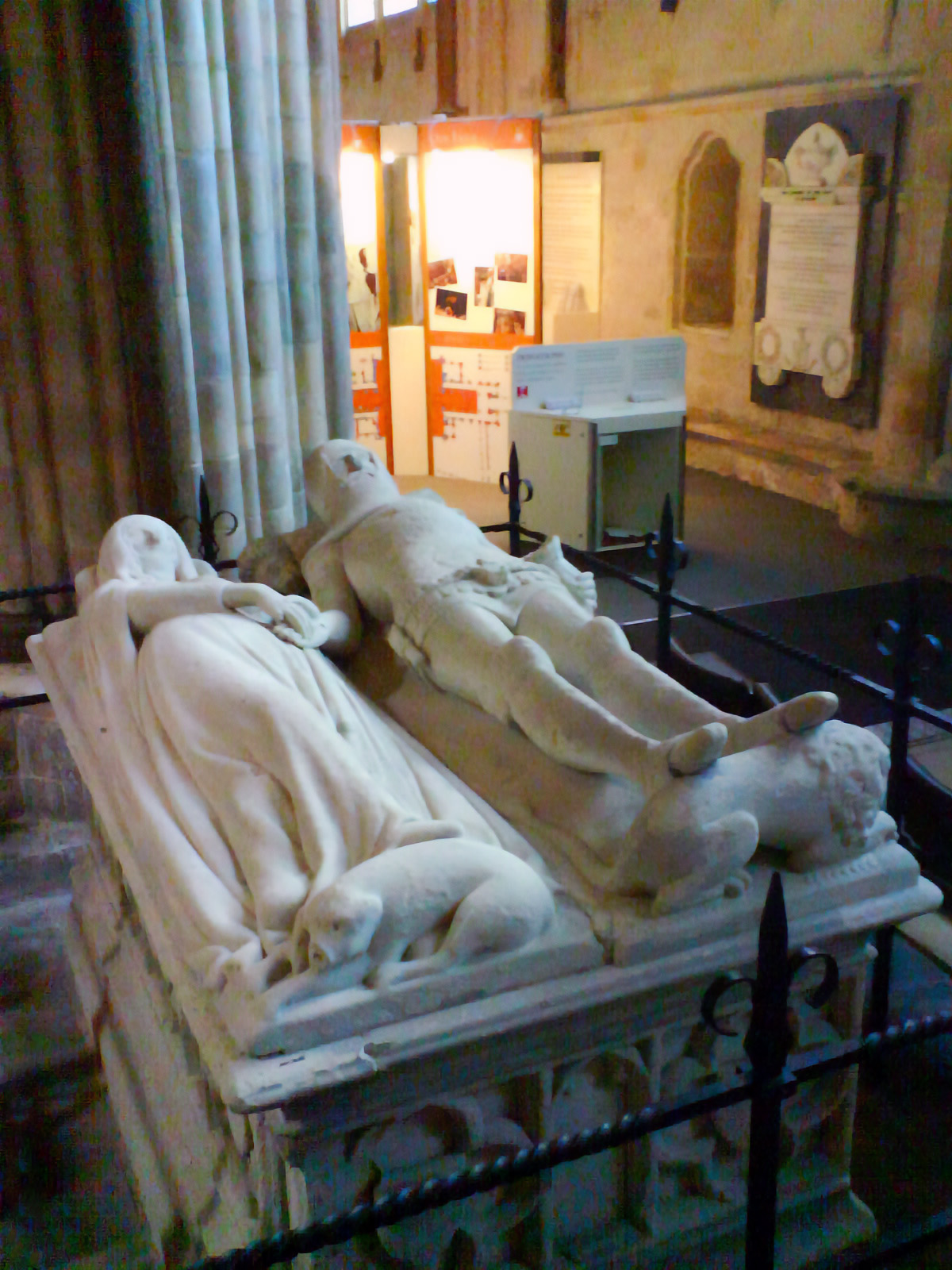
Epitaph für Richard FitzAlan, 10. Earl of Arundel, und Eleanor of Lancaster

- 11. Januar: Eleanor of Lancaster, englische Adelige und Hofdame (* um 1318)
- 9. Februar: Uilleam, 5. Earl of Ross, schottischer Adeliger (* vor 1329)
- 16. Februar: Heinrich VII. von Kranlucken, Fürstabt von Fulda (* 1303)
- 21. März: Rudolf VI., Markgraf von Baden
- 25. März: Ulrich von Weißeneck, Bischof von Seckau und Gegenbischof von Gurk
- 17. April: Ton’a, japanischer Dichter (* 1289)
- 27. Juni: Albrecht II. von Hohenlohe, Bischof von Würzburg

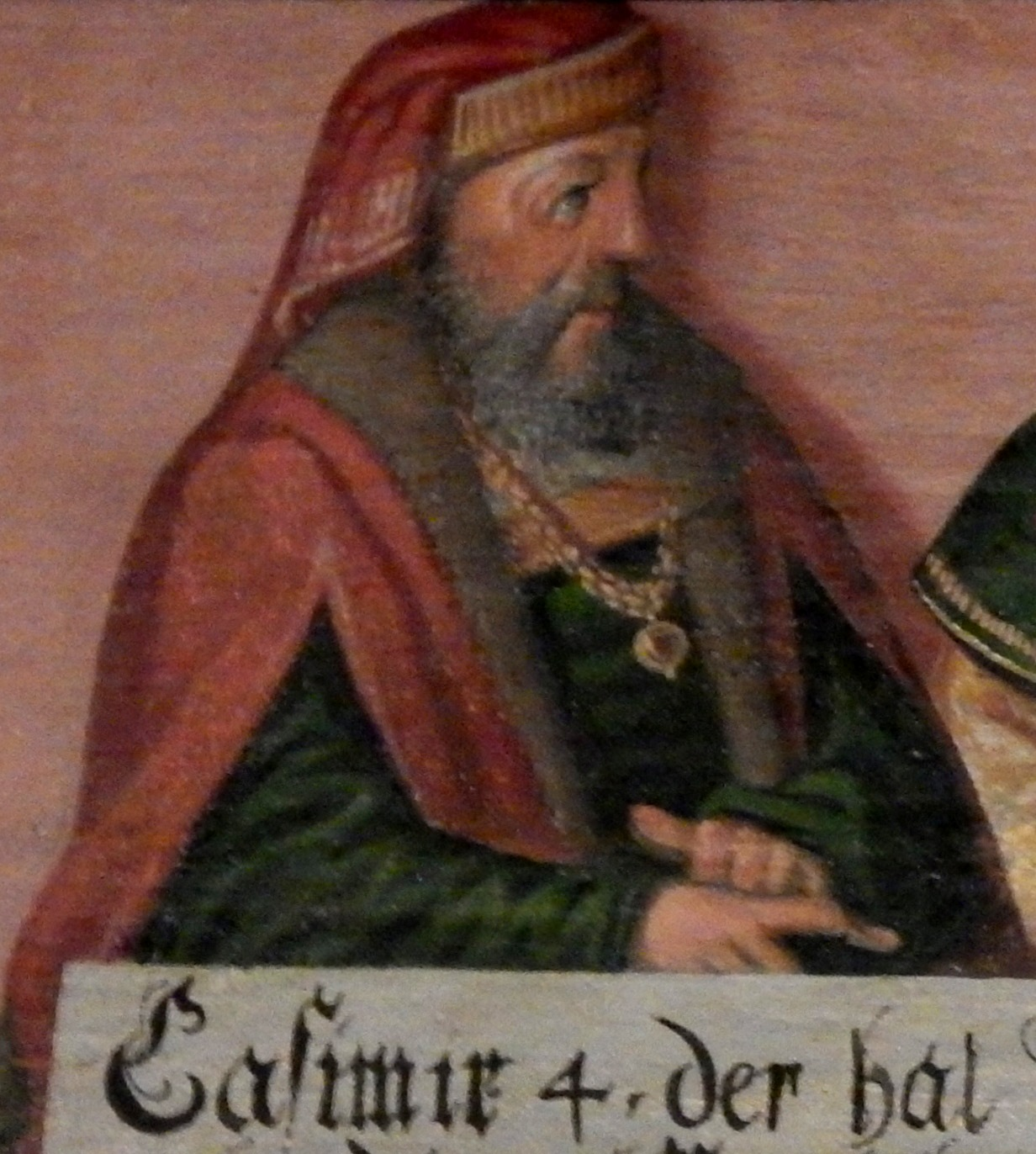
Kasimir III. (IV.), aus dem Stammbaum der Greifen von Cornelius Krommeny, 1598

- 24. August: Kasimir III., Herzog von Pommern-Stettin (* um 1351)
- 11. September: Isabelle de Valois, französische Prinzessin, Ehefrau von Gian Galeazzo Visconti (* 1348)
- 10. Oktober: Johannes von Dambach, elsässischer Dominikaner und Theologe (* 1288)
- 20. November: Elizabeth Comyn, englische Adelige

### Genaues Todesdatum unbekannt
- Januar: Walter Mauny, englischer Militär (* um 1310)
- Alexander Abakumowitsch, Nowgoroder Woiwode, Piraten-Führer und Entdecker
- Andrea II. Muzaka, Begründer des albanischen Fürstentums Muzakaj (* 1319)
- Konrad von Bärenfels, Bürgermeister von Basel (* 1305)
- Dietrich V. von Broich, Ritter und bergischer Amtmann zu Angermund
- Martinus de Golnow, Domherr in Schwerin und Ratssekretär der Hansestadt Lübeck
- Hermann VI., Graf von Weimar-Orlamünde
- Newaya Krestos, Kaiser von Äthiopien